# Affaire des caisses noires de l'Union des industries et métiers de la métallurgie
En septembre-octobre 2007, l’Union des industries et métiers de la métallurgie a été secouée par les révélations sur des retraits de fonds en liquide effectués par son président, Denis Gautier-Sauvagnac.

## Historique
Le 26 septembre 2007, le quotidien Le Figaro révèle l'existence de retraits suspects à l'UIMM. Le 3 octobre 2007, une série de perquisitions et d'auditions est lancée par les enquêteurs de la brigade financière.
Dans son édition du mardi 16 octobre 2007, Les Échos rapportent que l'UIMM dispose d'un « trésor de guerre » alimenté notamment par une caisse de solidarité antigrève ("Epim") constituée à la suite des évènements de mai 1968 et évaluée aujourd'hui lors de sa révélation à 160 millions d'euros. Les fonds auraient selon l'UIMM également pu participer au financement des syndicats de salariés, mais aucun élément n'étaye ce financement alors que le financement de politiques et de partis politiques est avéré.
Le 23 octobre 2007, Denis Gautier-Sauvagnac confirme à des journalistes, l'existence, depuis 1972, d'une  « caisse de secours mutuel » appelée « EPIM » (Entraide professionnelle des industries de la métallurgie), approvisionnée par des cotisations de 0,2/1000 (0,4 à partir de 2001) de la masse salariale des entreprises adhérentes. L'objectif était de venir en aide à des entreprises à l'issue d'un conflit social. Depuis 1972, 1 793 entreprises du secteur de la métallurgie ont décidé, au lendemain des évènements de mai 1968 et à l'initiative de François Ceyrac, de cotiser à l'EPIM pour faire face « à un conflit collectif du travail ». Ces entreprises n'étaient plus que 175 en 2006. Le montant total de ces cotisations volontaires s'élève, depuis 1972, à 310 millions d'euros. L'UIMM a reversé 144 millions aux entreprises touchées par des grèves, les 166 millions restants ont été confiés à un consultant indépendant. Qui s'est avéré de bon conseil : à la fin de l'année 2006, la valeur d'achat des titres de l'EPIM était de 301,5 millions d'euros, ils valent aujourd'hui sur le marché près de 641,7 millions, selon l'estimation de Denis Gautier-Sauvagnac, mais pour une valeur comptable de 376 millions. Il a servi également à hauteur d'environ 2 millions d'euros pour le « financement de diverses organisations de notre vie sociale ».
Le 27 novembre 2007, Denis Gautier-Sauvagnac indique à la brigade financière que son « erreur est de ne pas avoir arrêté le système » quand il est devenu délégué général. En conséquence, il annonce sa démission de la présidence de l'UIMM. Une information judiciaire est ouverte par le juge Roger Le Loire pour les retraits suspects des caisses de l'UIMM de 18 944 691 euros, du 19 janvier 2000 au 5 septembre 2007 et des comptes révélant une « dissimulation orchestrée » de la réalité des comptes de l'UIMM. Ces fonds pourraient avoir servi à influencer des décideurs et des organisations ; ils auraient également été utilisés comme compléments occultes de rémunération des dirigeants de l'organisation.
En 2007, 153 entreprises ont cotisé pour un montant de 675 000 euros et 574 000 euros ont été versés à trois entreprises touchées par des conflits sociaux majeurs. Ainsi, un porte parole de PSA reconnaît que son entreprise a perçu 550 000 euros de l'UIMM pour l'aider à ne pas céder aux revendications salariales des ouvriers de l'usine Citroën d'Aulnay-sous-Bois, lors d'une grève de six semaines en 2007.
Le 20 décembre 2007, Frédéric Saint-Geours est élu président de l'UIMM en remplacement de Denis Gautier-Sauvagnac.
Le 28 février 2008, l'hebdomadaire Marianne révèle que Denis Gautier-Sauvagnac avait négocié avec son successeur son retrait de la présidence de l'UIMM moyennant une indemnité de 1,5 million d'euros ainsi qu'une prise en charge totale par l'UIMM des frais de justice pouvant découler de sa gestion,. Denis Gautier-Sauvagnac révèle aussi au juge que François Ceyrac, l'ancien « patron des patrons », avait touché jusqu'à une période récente 5 000 euros en liquide chaque mois. Une demi-douzaine de personnes sont mises en examen, notamment pour avoir perçu des compléments de salaire ou de retraite. Le contrat est transmis à la justice.
À la suite de cette péripétie, Laurence Parisot, présidente du MEDEF, demande le 1er mars 2008, la démission collective du conseil d'administration de l'UIMM. Elle affirme avoir appris l'existence de la caisse noire de l'UIMM en même temps que le reste des Français, contrairement aux déclarations de Denis Gautier-Sauvagnac, Daniel Dewavrin et Arnaud Leenhardt, tous trois anciens présidents de l'UIMM, qui affirment lui avoir signalé l'existence de ces fonds secrets et leur usage « dès avant l'été 2007 ». Laurence Parisot dément, mais lors d'un procès en 2009, la Justice donnera raison à Daniel Dewavrin.
L'UIMM aurait également financé via ses caisses noires à hauteur de 30 000 euros par an l'organisation étudiante de droite UNI et, en 1974, l'organisation étudiante d'extrême droite GUD dans le cadre de la campagne électorale de Valéry Giscard d'Estaing,. Des perquisitions ont également lieu le 1er octobre 2009 aux sièges de l'UNEF, de PDE, de la FAGE, de l'UNI et de la Confédération étudiante.
Le 18 juin 2008, le juge Roger Le Loire obtient du parquet de Paris un supplétif pour « subornation de témoin » dans le cadre de son enquête sur l'accord signé entre Denis Gautier-Sauvagnac et l'UIMM. L'instruction est close depuis mai 2011.
Le 24 août 2012, le juge Roger Le Loire prend une ordonnance de renvoi à l’encontre des dix personnes mises en cause dans l'affaire, ainsi que l’UIMM elle-même en tant que personne morale. Il y rappelle que Denis Gautier-Sauvagnac « a eu un rôle central, non seulement car il a été le dernier à détenir les sommes dont il refuse d'indiquer quelle a été l'affectation, mais également car il a organisé la pratique des retraits d'espèces, fixant le quantum et la périodicité de ces retraits et autorisant la destruction des pièces comptables y afférant ».
Le 7 octobre 2013, un témoin de l'affaire affirme que l'ensemble des organisations syndicales représentatives étaient financées afin de limiter le développement des syndicats revendicatifs, en particulier les syndicats SUD. Il en était de même au niveau des organisations étudiantes,,.
En octobre 2013, le parquet requiert une peine de deux ans de prison avec sursis et 250 000 € d'amende à l'encontre de Denis Gautier-Sauvagnac. Les dix prévenus sont accusés notamment d'abus de bien social, travail dissimulé, destruction de documents comptables, recel ou de complicité de ces faits passibles de 3 ans de prison et de 375 000 euros d'amende. La substitut du procureur Ariane Amson requiert : des peines de 8 mois avec sursis à l'encontre de Dominique de Calan, ancien délégué général adjoint de l'UIMM ;  des peines de 6 mois avec sursis contre la chef comptable Dominique Renaud et Bernard Adam, l'ex-directeur administratif de la fédération patronale ; une amende de 150 000 euros contre l'UIMM en tant que personne morale. Les réquisitions des autres prévenus ne sont pas évoquées à l'audience.

## Le procès
Denis Gautier-Sauvagnac est condamné le 10 février 2014, par le tribunal correctionnel de Paris, à trois ans de prison dont un ferme, et une amende de 375 000 euros. Dominique de Calan est condamné à un an d’emprisonnement avec sursis et 150 000 euros d’amende. Dominique Renaud écope de 8 mois avec sursis et Bernard Adam à deux mois avec sursis. L’UIMM en tant que personne morale est condamnée à 150 000 euros d’amende.
En appel, le 1er décembre 2015, la condamnation de Denis Gautier-Sauvagnac est réduite à 2 ans avec sursis et 100 000 euros d'amende, la Cour expliquant son « indulgence » par « l’absence d’enrichissement personnel » au regard des investigations dans les comptes de l'accusé et de ses proches, et n'ayant pas retenu le travail dissimulé,,. La cour réduit par ailleurs les autres peines en condamnant l’ancien délégué général de l’UIMM Dominique de Calan à 50 000 euros d’amende, l’ex-chef comptable Dominique Renaud à 5 000 euros d’amende et l’UIMM, en tant que personne morale, à 30 000 euros d’amende.